# Homalothecium nuttallii
Homalothecium nuttallii là một loài Rêu trong họ Brachytheciaceae. Loài này được (Wilson) A. Jaeger mô tả khoa học đầu tiên năm 1878.